# Прозрачность медиа
Прозрачность медиа — это концепция определения, как и почему информация передается с помощью различных средств.
Используется в гуманитарных науках и предполагает их открытость и подотчетность. Это метафорическое расширение первоначального значения слова.
В теории коммуникаций медиа являются прозрачными, когда выполняются следующие условия:
- есть много, часто конкурирующих, источников информации,
- достаточно известно о методе доставки информации,
- финансирование продукции медиа находится в открытом доступе.

Аспекты прозрачных медиа включают открытые документированные источники, открытые заседания, декларации о доходах, бесплатное информационное законодательство, бюджетные обзоры, аудиты, экспертные оценки и т. д.

## Описание
Понятие прозрачности медиа неразрывно связано с восприятием медиа нынешним обществом, а также c вопросом, почему медиа освещают какие-либо вещи тем или иным образом. Деятельность современных медиа может оказывать огромное влияние на изменения, как политические, так и социальные. То, как население воспримет деятельность этих медиа, часто определяет дальнейшую государственную политику по тем или иным вопросам. Например, социальные медиа могут быть ключевым фактором в принятии или отклонении решений правительством. Вопрос прозрачности же встает тогда, когда существует множество соперничающих источников информации, и они, скорее всего, коррумпированы. В качестве примера можно привести необъективное освещение информации правительством, которое пытается выставить то или иное событие с положительной или отрицательной стороны. В зависимости от степени прозрачности статьи, читатель может определить надежность этого источника информации, сделать свои собственные предположения или выводы из прочитанного.